# Rivarossi
A Rivarossi, fundada no ano de 1945 em Como, foi a primeira, e por muitos anos a mais famosa, fabricante de artigos para ferromodelismo da Itália, até o encerramento das atividades em 2004, quando foi adquirida pela Hornby.

## Contribuição
Tanto na Europa quanto nos Estados Unidos, a Rivarossi, contribuiu de forma significativa para diferenciar trens de brinquedo, de trens de ferromodelismo, sendo esses últimos caracterizados por uma maior atenção à reprodução fidedigna em escala dos seus protótipos. Isso foi obtido com a introdução da escala HO, o uso da corrente contínua e a utilização de plástico nas carrocerias para obter uma qualidade mais refinada.